# Jean Jacques Le Veau
Jean Jacques André Le Veau (Rouen, 9 gennaio 1729 – Parigi, aprile 1786) è stato un disegnatore e incisore francese.

## Biografia

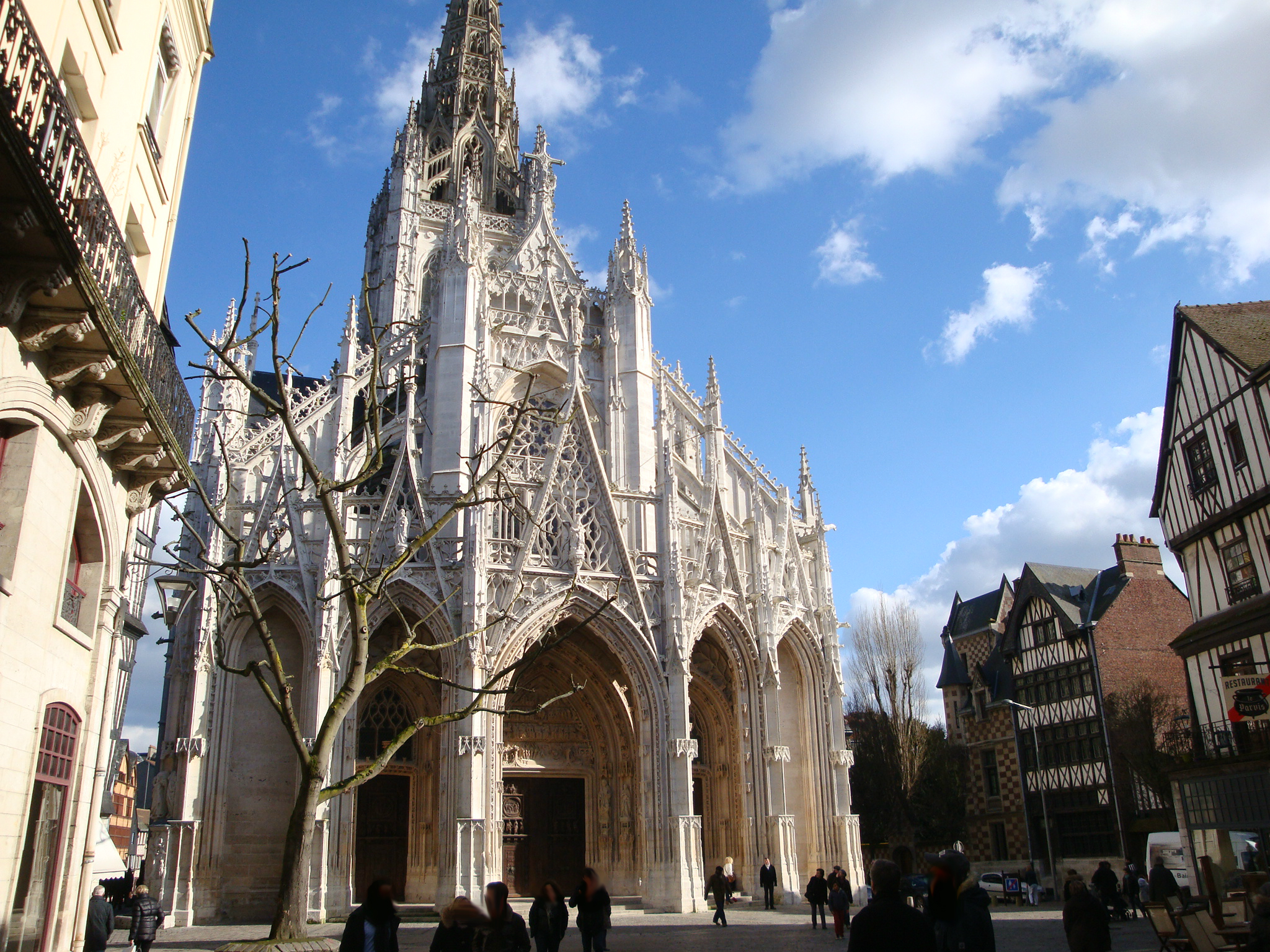
La chiesa di San Maclovio dove Jean-Jacques fu battezzato il 10 gennaio 1729

### L'infanzia tra povertà e sofferenze
Jean-Jacques André Le Veau nacque in rue Malpalu, un vicolo che si affaccia sulla Chiesa di San Maclovio a Rouen, da Jean-Jacques Le Veau, un calzolaio indigente, e Marie-Marthe Catelin. Poiché la sua nascita fu descritta “un peso gravoso per il padre e la madre miserabili” e la sua salute era “affetta da crudeli disturbi (una costituzione debilitata e sofferente)”, il piccolo fu affidato alle cure delle suore della Carità dell'Ospizio della Maddalena (rue du Change, a sud della Cattedrale di Rouen).

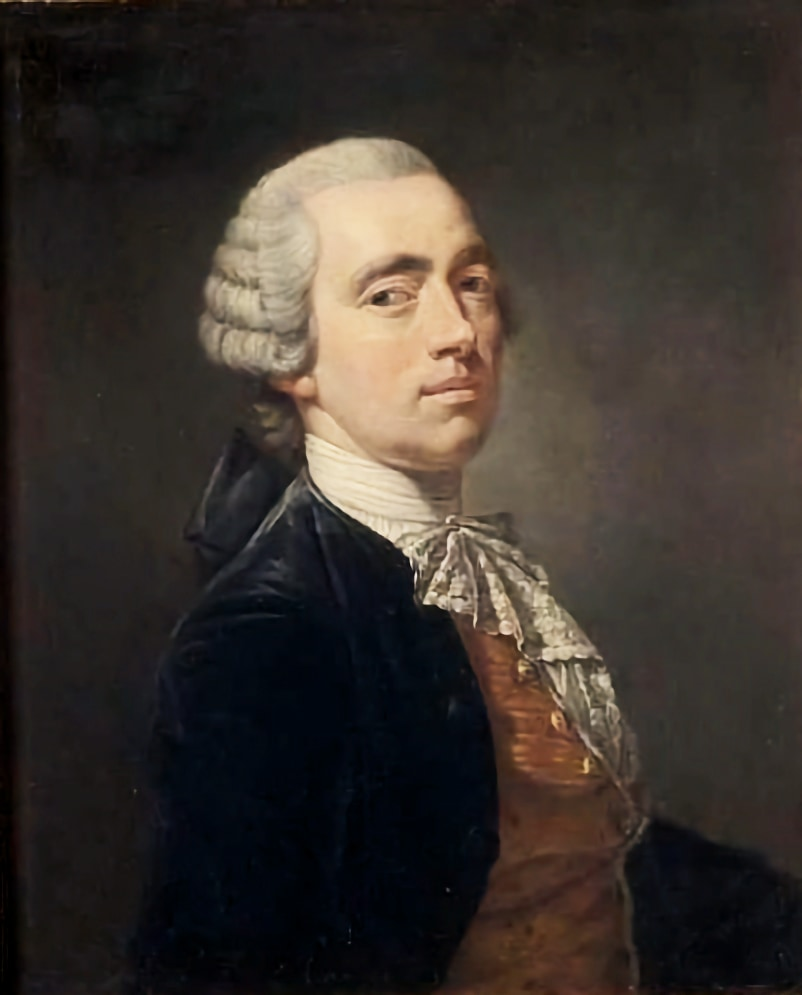
Jean-Baptiste Descamps, Autoritratto (Museo delle Belle Arti di Rouen)

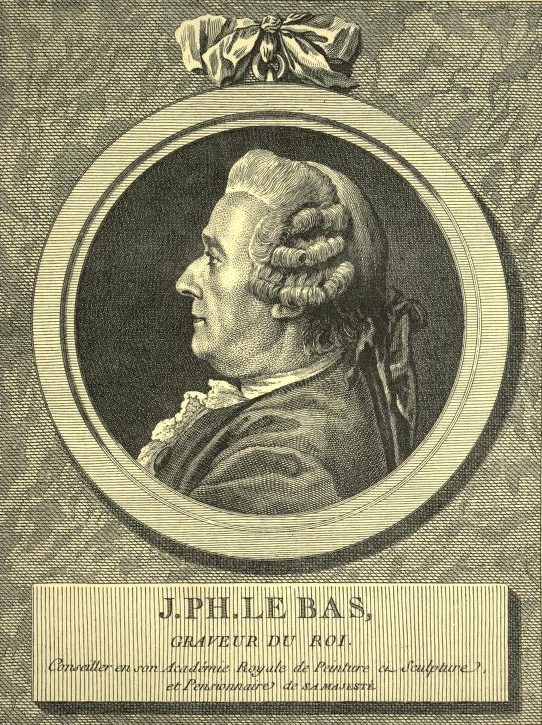
Louis-Jacques Cathelin, Jacques-Philippe Le Bas, da un ritratto di Cochin

### Allievo e precettore
Il talento del giovane Jean-Jacques Le Veau per il disegno si fa presto notare, in particolare all'ospizio della Maddalena, dove viene notato il suo disegno a penna che riproduce un dipinto dedicato a Santa Maria Maddalena, Intorno al 1746, divenne allievo di Jean-Baptiste Descamps presso la scuola gratuita di disegno della città di Rouen, e nel 1748 fu inserito da questo maestro in un apprendistato, più artigianale che artistico, presso un incisore d'argento di nome Couvel, dal quale imparò a lavorare il metallo con il bulino.
Allo stesso tempo, grazie alle conoscenze di Descamps, a Jean-Jacques Le Veau viene offerto un posto retribuito come precettore di disegno per le giovani ragazze di Rouen di “buona famiglia” (i Rolland, i Blondel e soprattutto i Duhamel, con Madame Duhamel, “che amava fare del bene”, che lo mette sotto la sua benevola protezione). Sebbene la salute di Jean-Jacques fosse ancora disastrosa, l'asportazione di frammenti ossei e di coscia da parte del chirurgo di Rouen Bonamy portò a una guarigione definitiva, dopo un'ulteriore convalescenza all'ospizio della Maddalena. Sotto la direzione di Descamps, realizzò quindi le sue prime incisioni interpretative (ritratti da Gérard Edelinck, tra cui uno di Philippe de Champaigne). Di questo periodo, la Biblioteca nazionale di Francia conserva il suo Chiaro di luna inciso nel 1748, così come i suoi ex libris per Brunon e Jouvencel, che sono le prime testimonianze della sua vocazione. La Scuola libera di disegno gli conferì un premio come buon copista nel 1750.

### Da Descamps a Le Bas
La stretta amicizia tra Jacques-Philippe Le Bas, associato-corrispondente dell'Accademia delle belle arti di Rouen, e Jean-Baptiste Descamps è testimoniata sia dalla loro prolungata corrispondenza che dalla loro collaborazione (la Visita a Le Havre di Luigi XV e Madame de Pompadour del 1749, il frontespizio della Vita dei pittori fiamminghi, tedeschi ed olandesi del 1753, sono interpretazioni di Le Bas dei disegni di Descamps). Charles de Robillard de Beaurepaire confermò che Jean-Jacques Le Veau era davvero “uno degli allievi che Descamps si sforzava di incoraggiare individuando il loro talento e non risparmiando nulla per farli uscire dall'oscurità”, e così lasciò Rouen per Parigi, con il sostegno finanziario della riconoscente allieva Marie-Françoise Rolland (1729-1756) e del marito Antoine Le Couteulx de Verclives (1722-1810), assessore e futuro sindaco di Rouen, e divenne “uno dei buoni allievi di Jacques-Philippe Le Bas”.

### Da Jacques-Philippe Bas
Sebbene il soggiorno quadriennale di Jean-Jacques Le Veau presso Jacques-Philippe Le Bas - “il maestro forniva lavoro tutto l'anno oltre a vitto e alloggio” e il nostro artista si incontrava con altri Rouennais come Noël Le Mire e Jacques Bacheley - non sia datato con precisione, Jules Hédou è credibile nel collocarlo tra il 1750 e il 1754.
Mentre François-Charles Joullain, amico e primo biografo di Jacques-Philippe Le Bas, si compiaceva di considerare l'atelier di Le Bas come un'altra “scuola libera”, Frédéric Morvan-Becker lo descrive come una vera e propria impresa industriale, organizzata per costruire e raccogliere una collezione di lastre “per clienti diversi come librai, studiosi, medici, architetti e ingegneri”, con scopi sia decorativi che didattici. Sebbene Edmond e Jules de Goncourt descrivano una “bottega allegra gestita da questo padrone allegro, rotondo, bonario e beffardo, una buona scuola e una buona famiglia dove gli allievi erano come figli adottivi della casa operaia, dove il padrone non si risparmiava sul lavoro e chiedeva che tutti raccogliessero il rame come lui e dove, quando il lavoro era finito, in inverno, si improvvisava un palcoscenico per i violini e si ballava nella bottega non arredata", si trattava comunque di una fabbrica dove la divisione del lavoro era rigorosamente organizzata e dove le opere, firmate Le Bas direxit, nascondevano i nomi dei loro veri autori (verso gli ultimi anni di vita, Jean-Jacques Le Veau rivendicò la paternità delle stampe firmate in questo modo). In questo modo, il maestro li paragonava a tecnici che eseguivano l'immagine piuttosto che ad aspiranti creatori.
Al termine di questi quattro anni, dimostrando di considerare Jean-Jacques Le Veau come “uno dei suoi buoni allievi”, Jacques-Philippe Le Bas gli offrì, come aveva fatto prima di lui Noël Le Mire, la comodissima somma di 600 livres all'anno per prolungare a tempo indeterminato il suo soggiorno in rue de la Harpe. Le Veau accettò per un periodo non precisato, fino a un temporaneo ritorno a Rouen che, secondo Jules Hédou, segnò davvero l'inizio della sua personale carriera artistica, con la produzione di quattro incisioni interpretative che firmò per la prima volta con il suo nome: Veduta del Forte Lillo sulla Schelda, Veduta del canale da Ypres a Veurne da un dipinto di Aernout van der Neer, Porto di Flessinga e Arrivo a Flessinga da Bonventura Peeters

### J.-J. Le Veau sculpsit

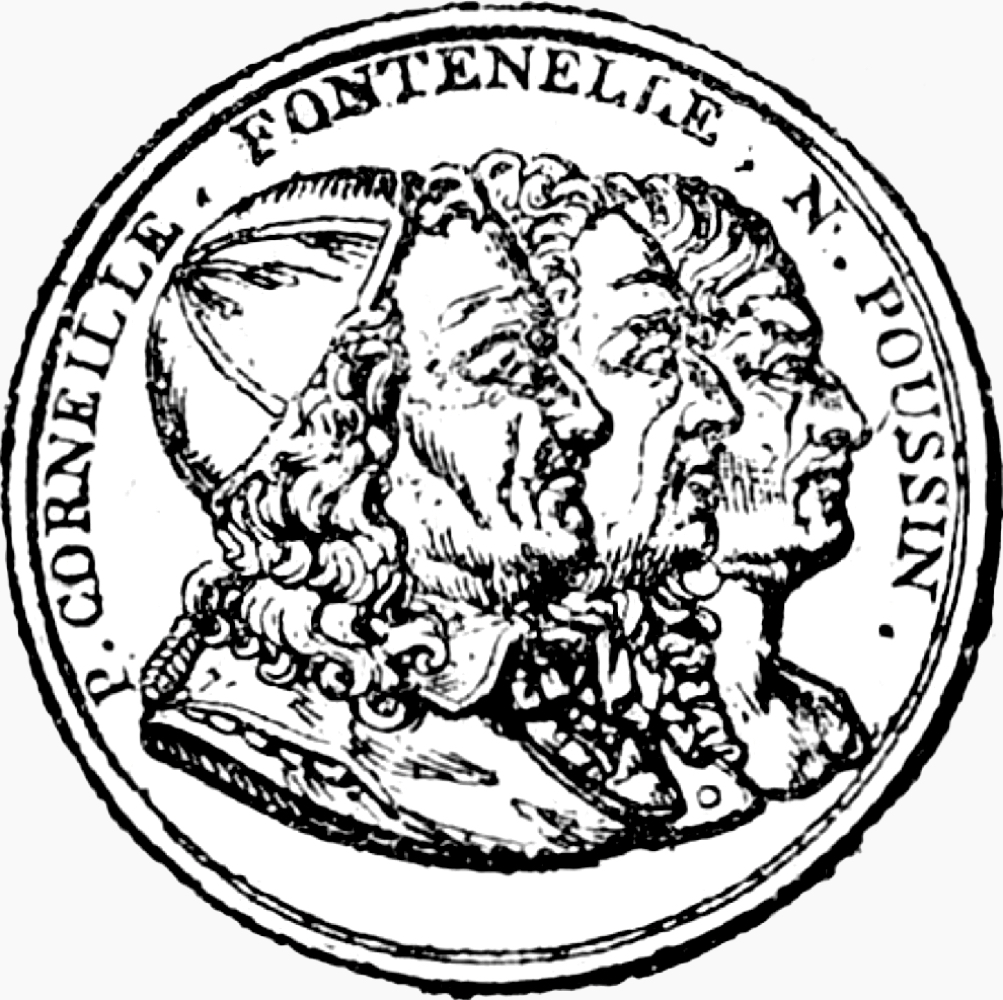
Sigillo dell'Accademia di scienze, belle lettere ed arti di Rouen

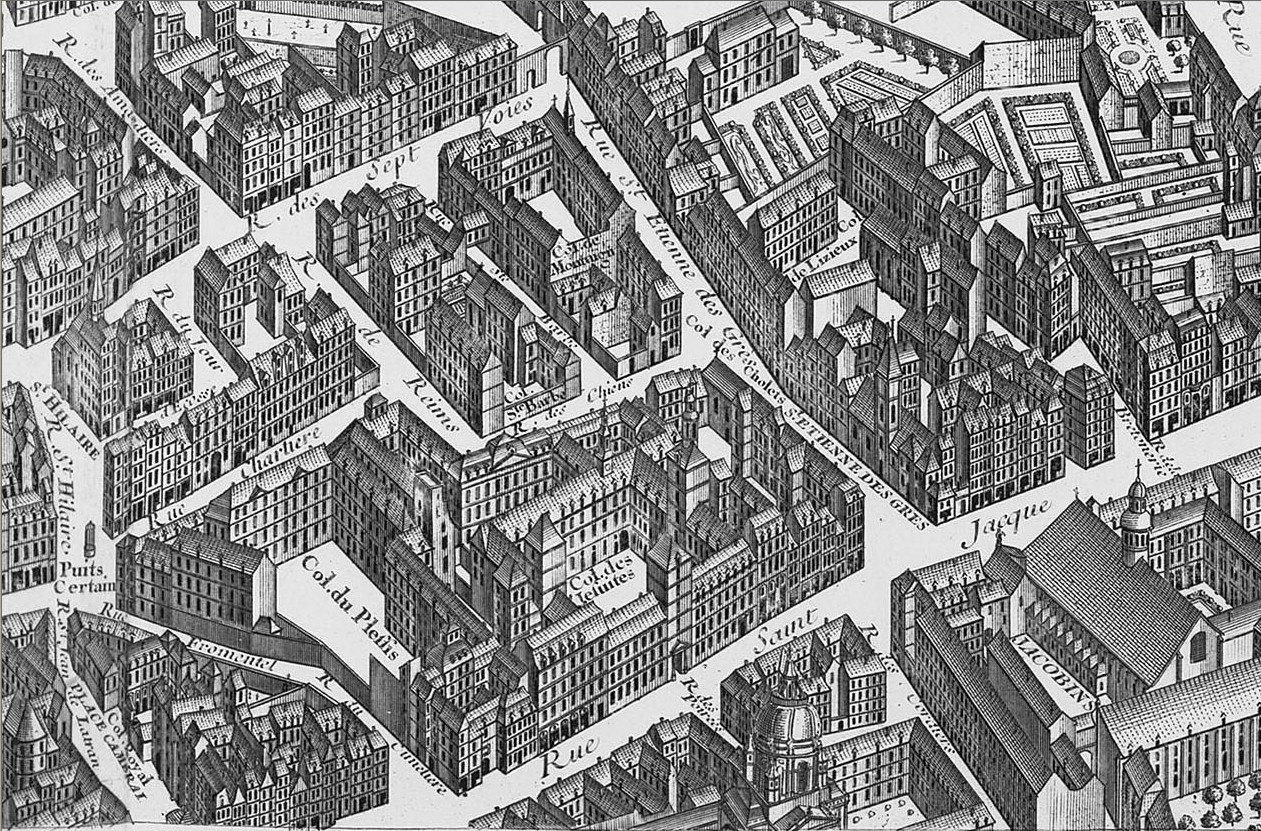
Plan de Turgot, Rue Saint-Jacques vicino al Collegio du Plessis

Al suo ritorno a Parigi, dove si stabilì in rue Saint-Jacques, di fronte al Collegio du Plessis (avendo come vicini un maestro, Laurent Cars, e un amico di Rouen, Noël Le Mire, suo ex allievo in rue de la Harpe), Jean-Jacques Le Veau procedette alla stampa e alla vendita delle quattro stampe tratte dalle sue prime tavole di Rouen. L'assistenza fornita a Le Mire nella preparazione delle sue tavole per le Metamorfosi di Ovidio e la preincisione di paesaggi che Le Mire animava con scene di genere prima di firmarle, fornì all'artista i mezzi finanziari per consolidare lo spazio in cui viveva e dove a sua volta insegnava incisione. Sposò Marie-Geneviève Deny, sorella dei suoi allievi Martial e Jeanne Deny, intorno al 1765, ed ebbero tre figli: Victoire il 30 dicembre 1766, anch'ella incisore, Alexandre il 10 aprile 1768, e una figlia menzionata da Jean-Baptiste Haillet de Couronne, di cui non sappiamo il nome.
Jean-Jacques Le Veau fu ammesso all'Accademia delle scienze, belle lettere e arti di Rouen nel 1775.
Lavoratore instancabile giorno e notte, Jean-Jacques Le Veau morì nel 1786 all'età di 57 anni, “sfinito dalla fatica”.
Ci sono tutte le ragioni per credere che Jean-Jacques Le Veau sia stato sepolto nell'ossario della sua parrocchia, nella chiesa di Saint-Benoît-le-Bétourné, le cui ossa furono trasferite nelle catacombe quando questa fu demolita nel 1831.

## Opere

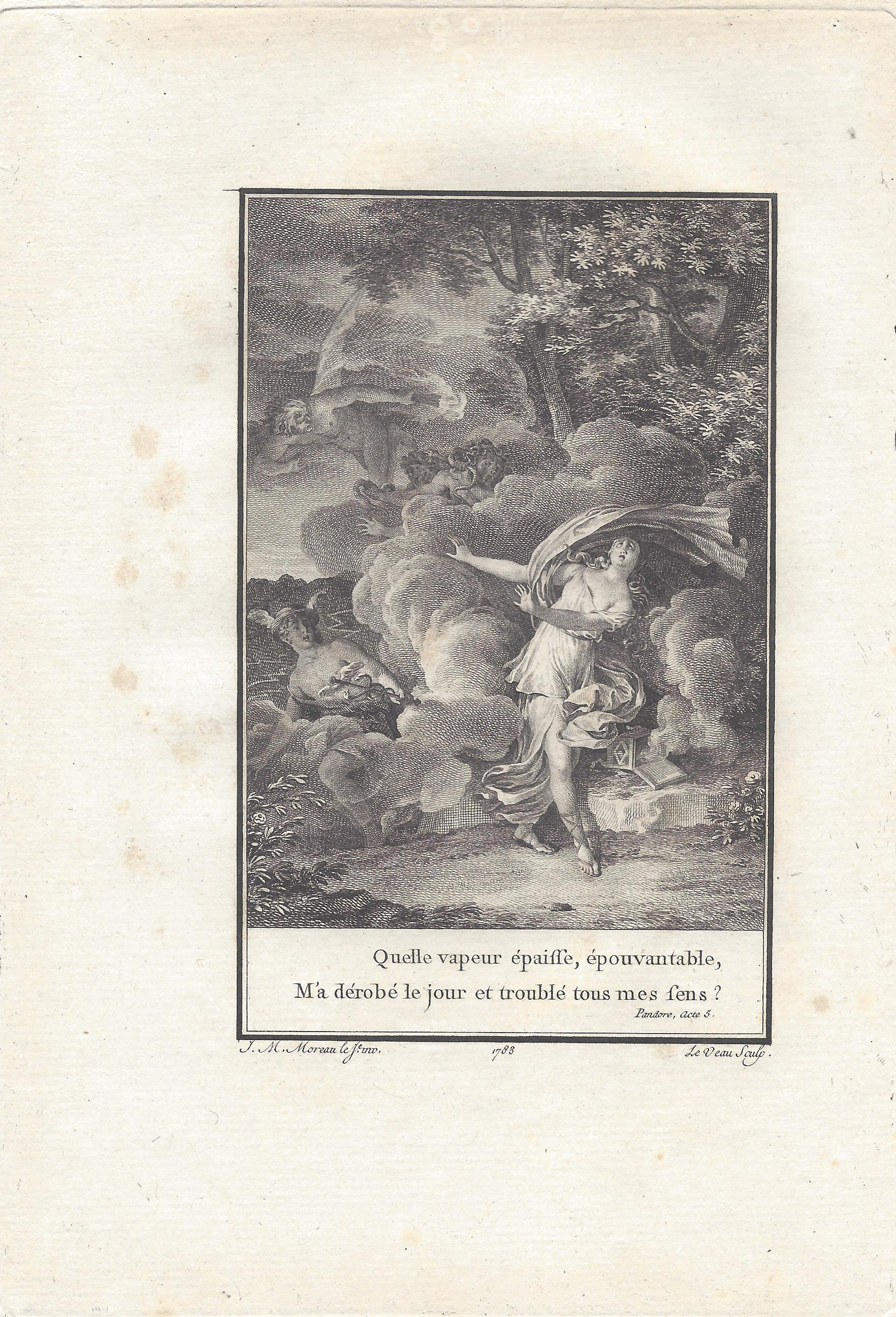
Jean-Jacques Le Veau, Pandora (Opere di Voltaire) da Jean-Michel Moreau, 1783.

- Jean-François Marmontel, Racconti morali, incisioni di Charles-Nicolas Cochin, Joseph de Longueil, Augustin de Saint-Aubin, Jean-François Rousseau, 1754.
- Ovidio, Metamorfosi, traduzione dell'abate Banier, 4 volumi, Panckoucke, 1767.
- Pierre-Augustin Caron de Beaumarchais, Eugenia, dramma in 5 atti, 1767.
- Antoine Baumé, Chimica sperimentale e ragionata, 3 volumi, frontespizi Allegoria della scienza e Allegoria della chimica incisa da Jean-Jacques Le Veau da Jean-Michel Moreau, pubblicato da P. Théophile Barrois, rue du Hurepoix a Parigi, 1773.
- Molière, Opere di Molière, con note grammaticali, avvertenze e osservazioni su ogni pezzo, 6 volumi, Éditions Antoine Bret, Compagnie des libraires associés, Parigi, 1773.
- Jean-François Marmontel, Gli Inca o la distruzione dell'Impero del Perù, Lacombe, 1777.
- Jean-Jacques Rousseau, Collezione completa delle opere di JJ Rousseau, cittadino di Ginevra , Società tipografica di Ginevra, poi Barbe et Barbier, 1782-1789.
- Voltaire, Edizione delle opere di M. di Voltaire, 70 volumi, Kehl, 1784.
- Jean de La Fontaine, Racconti e racconti in versi, incisioni da Charles Eisen di Jacques Aliamet, Jean-Charles Baquoy, Pierre-Philippe Choffard, Jean-Baptiste Delafosse, Jean-Jacques Flipart, Noël Le Mire, Louis-Simon Limper, Jean -Jacques Le Veau, Joseph de Longueil, editori Plassan e Jean-Jacques Chevallier, 1792.

### Artisti interpretati (ordine alfabetico)

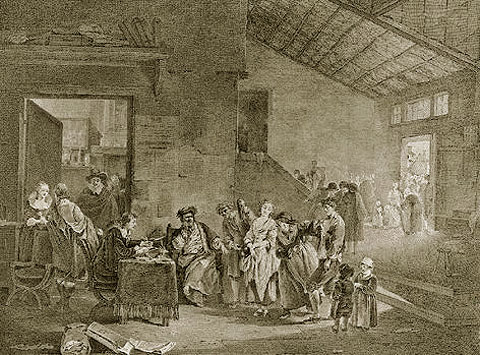
Jean-Jacques Le Veau, Il giudice o la caraffa rotta, da Philibert-Louis Debucourt.

- Étienne Aubry, La Pastorella delle Alpi.
- Henri Baudoin, L'incontro pericoloso.
- Augustin-Louis Belle
- Nicolaes Berchem.
- Marc Antoine Bilcocq, La Consultazione arrestata.
- François Boucher, Giove dà alla luce Bacco.
- Jean-François Clermont, La Scuola dell'amore [12], Il bacio preso con la forza.
- Charles-Nicolas Cochin, La Retorica, La Geometria, L'Amicizia (1775), La Castità (1775), La Concordia (1775), La Clemenza (1775).
- Philibert-Louis Debucourt, Il Giudice o la caraffa rotta.
- Pierre-Antoine Demachy, La Fontana d'Arcadia.
- Christian Wilhelm Ernst Dietrich.
- Charles Eisen, Mercurio si innamora d'Erse; Biblide, costringendo il fratello a fuggire, si trasforma in una fontana; Atteone trasformato in cervo e divorato dai suoi cani; Venere trasforma i Cerasti in tori; Minerva trasforma Aracne in un ragno; Minerva visita le Muse sull'Elicona (Metamorfosi di Ovidio, 1767).
- Hubert-François Gravelot, Fortuna; Frontespizio delle Epistole, Apollo uccide il serpente Pitone; Deucalione e Pirra ripopolano la terra secondo l'oracolo di Temi[9] (Metamorfosi di Ovidio, 1767); Enrico IV riconosciuto da Michau e dalla sua famiglia.
- Nicolas Jacques Juliard.
- George Melchior Kraus, La felicità senza imbarazzo.
- Charles François Lacroix de Marseille, Avvicinamento a un porto fortificato; Veduta di Napoli dal lato di Castel Nuovo; La cascata di Tivoli.
- Jean-Jacques Le Barbier, Donne decorano una statua di Venere con fiori, Uomo salva una statua di Atena da un tempio in fiamme.
- Pierre-Charles Le Mettay.
- Jean-Baptiste Le Prince, Il corpo di guardia, Veduta dei dintorni di Lagny.
- Philip James de Loutherbourg, L'amante curioso, L'agnello prediletto, 1771.
- Jean-Michel Moreau, Il ratto di Deianira da parte del centauro Nesso; Melpomene presenta a Maria Antonietta le opere di Metastasio[10]; Pandora (per le Opere di Voltaire).
- Aert van der Neer, Veduta tra L'Aia e Rotterdam, incisione firmata J.-Ph. Le Bas direxit e rivendicata da Jean-Jacques Le Veau come propria[1]; Veduta del Forte Lillo sulla Schelda e Veduta del canale da Ypres a Veurne.
- Bonaventura Peeters, Porto di Flessinga, L'arrivo a Flessinga.
- Salomon van Ruysdael.
- Jean-Baptiste Sarrazin, Mulino sul fiume di Étampes, Veduta di Quillebeuf, Veduta dei dintorni di Rouen.
- Abraham Storck, Una tempesta, quinta veduta d'Italia, incisione firmata J.-Ph Le Bas direxit e rivendicata da Jean-Jacques Le Veau come propria[1].
- Claude Joseph Vernet, Il Porto di mare; La Cucina ambulante dei marinai; Veduta vicino il Monferrato (serie delle Opere di Joseph Vernet raffiguranti vari porti marittimi in Francia e in Italia)[11].
- Michiel Versteeg.
- Franz Edmund Weirotter, Castello in rovina sulle riva della Loira.

## Musei e collezioni pubbliche

### Austria
- Biblioteca nazionale austriaca, Vienna, Veduta di Napoli dal lato del Castel Nuovo, da Charles François Lacroix de Marseille.

### Canada
- Galleria nazionale del Canada, Ottawa, Frontespizio, incisione, 1783.

### Francia
- Museo Jean de La Fontaine, Château-Thierry, Racconti e novelle in versi di Jean de La Fontaine[12].
- Museo Gatien-Bonnet, Lagny-sur-Marne.
- Mediateca Émile Zola, Montpellier, Metamorfosi d'Ovidio, 1767.
- Museo delle belle arti, Orléans, incisioni da Jean-Jacques Le Barbier.
- Scuola nazionale superiore di belle arti, Avvicinamento ad un porto fortificato, da Charles-François Lacroix de Marseille.
- Biblioteca nazionale di Francia, Parigi.
- Museo Carnavalet, Parigi, Melpomene presenta a Maria Antonietta le opere di Metastasio, da Jean-Michel Moreau[13].
- Biblioteca municipale di Versailles, Il Decamerone di Boccaccio, 1757; Opere di Molière, 1773; serie di disegni.

### Italia
- Biblioteca nazionale Vittorio Emanuele III, Napoli, Racconti morali di Jean-François Marmontel, 1754.
- Accademia dei Lincei, Roma.

### Paesi Bassi
- Rijksmuseum, Amsterdam, Il Giudice o la caraffa rotta, da Philibert-Louis Debucourt.

### Polonia
- Palazzo del Museo dei bagni reali, Varsavia, Deucalione e Pirra ripopolano la terra secondo l'oracolo di Temi, da Hubert-François Gravelot[14].

### Stati Uniti
- Art Institute of Chicago, Il Porto di mare, da Claude Joseph Vernet.
- Metropolitan Museum of Art, New York[11].
- De Young Memorial Museum, La Consultazione arrestata, da Marc Antoine Bilcocq.
- National Gallery of Art, Washington[15].

### Svizzera
- Biblioteca di Ginevra, Collezione completa delle opere di J. J. Rousseau, cittadino ginevrino.

## Collezioni private
- Hippolyte Destailleur.
- Gilbert Paignon-Dijonval